# كت (مسلسل)
كت (بالإنجليزية: CUT)‏ هو مسلسل تلفزيوني سعودي-أمريكي من صنف كوميديا الموقف من إنتاج شركة "نوافذ للإنتاج الإعلامي". عُرض لأول مرة في 27 أكتوبر 2017 على إم بي سي أكشن ثم منصة شاهد وانتهى في 12 يناير 2018.

## قصة المسلسل
يحكي العمل تفاصيل حياة أربعة شباب وشابة من السعودية، يدرسون السينما في هوليوود، والمواقف التي يتعرضون لها سواءً في صناعة الأفلام أو حتى على المستوى الشخصي والإنساني. وتتناول أحداث المسلسل المواقف التي تواجه الطلاب الخمسة من اليوم الأول لدراستهم في أكاديمية الأفلام وتنتهي بحفل تخرجهم. يعتمد المسلسل على عدة خطوط درامية مُستقلة ومتشابكة تتعلق بطبيعة المشاكل والمواقف التي يتعرض لها أبطال ونجوم المسلسل في إطار العديد من المواقف الكوميدية.

## طاقم العمل والشخصيات
- فهد البتيري بدور عبد الرحمن البدر
- يوسف الدخيل بدور باسم موفق
- أسامة صالح بدور فيصل الصالح
- محمد سيف بدور ساري الحسن
- نورة البدر بدور رنا الماجد

## وصلات خارجية
- مسلسل Cut على قاعدة بيانات الأفلام على الإنترنت
- مسلسل Cut على شاهد